# Annibale de Gasparis
Annibale de Gasparis (ur. 9 listopada 1819 w Bugnarze, zm. 21 marca 1892 w Neapolu) – włoski astronom.

## Życiorys
Dyrektor Obserwatorium astronomicznego Capodimonte w Neapolu w latach 1864–1889. W 1851 otrzymał Złoty Medal Królewskiego Towarzystwa Astronomicznego. W latach 1849–1865 odkrył 9 planetoid.
Jego imieniem nazwano planetoidę (4279) De Gasparis, a także krater na Księżycu.

## Odkrycia
Annibale de Gasparis odkrył wizualnie dziewięć planetoid. Ponadto niezależnie odkrył (14) Irene, której odkrycie zostało jednak przypisane astronomowi z Anglii, Johnowi Russellowi Hindowi.
| (10) Hygiea     | 12 kwietnia 1849    |
| (11) Parthenope | 11 maja 1850        |
| (13) Egeria     | 2 października 1850 |
| (15) Eunomia    | 29 lipca 1851       |
| (16) Psyche     | 17 marca 1852       |
| (20) Massalia   | 19 września 1852    |
| (24) Themis     | 5 kwietnia 1853     |
| (63) Ausonia    | 10 lutego 1861      |
| (83) Beatrix    | 26 kwietnia 1865    |